# Пулидор, Раймон
Раймон Пулидор (фр. Raymond Poulidor; 15 апреля 1936, Мабаро-Меринья — 13 ноября 2019) — французский шоссейный велогонщик, победитель Вуэльты Испании 1964. Пулидор, 8 раз становившийся призёром Тур де Франс, считается главным неудачником этой гонки и самым известным в велоспорте носителем прозвища Вечно второй, так как ни разу не сумел даже надеть жёлтую майку.

## Биография
Пулидор родился в небогатой крестьянской семье. В 14 лет он был вынужден бросить школу, чтобы работать в поле. В это же время Раймон смотрел любительские местные гонки, в которых участвовали его братья. Вскоре он сам начал небезуспешно гоняться на этих соревнованиях. Однако основным его занятием оставалась крестьянская работа, а тренироваться приходилось ночью. В 1955 году Раймона призвали в армию, и он стал шофёром в Алжире. Там он растолстел и скинул вес, только когда снова сел на велосипед во Франции. По возвращении Пулидор стал показывать впечатляющие результаты в любительских гонках, и призовые деньги подтолкнули его начать профессиональную карьеру. По совету завершавшего карьеру Бернара Готье Антонен Манье пригласил Раймона в команду Mercier, за которую Пулидор выступал с 1960 года до конца карьеры.
Одержав в первом сезоне 5 побед, в следующем Пулидор вошёл в элиту велоспорта. На Милан — Сан-Ремо 1961 он постоянно атаковал и на финише опередил ставшего вторым Рика ван Лоя на 3 секунды. В том же сезоне Раймон выиграл чемпионат Франции и 10 других гонок. Осенью он впервые поднялся на подиум чемпионата мира, что удавалось ему позже ещё 3 раза. В 1962 году Пулидор дебютировал на Тур де Франс. Перед 19-м этапом он шёл 9-м в общем зачёте, но впечатляющая горная атака принесла ему этапную победу и итоговое 3-е место. Первым же стал Жак Анкетиль, дуэль которого с Пулидором вскоре стала знаменитой. Анкетиль был сильнее в разделке и тактике. Пулидор же был лучшим горняком, но постоянно совершал ошибки, стоившие ему побед в Туре и классиках. Франция разделилась на поклонников Анкетиля и Пулидора, как ранее Италия на фанатов Фаусто Коппи и Джино Бартали. Пулидор с его широким крестьянским лицом и хроническими неудачами имел больше почитателей, чем северянин Анкетиль.
В 1963 году Раймон выиграл Флеш Валонь и Гран-при Наций. На Тур де Франс он провалил один из заключительных горных этапов и в итоге стал 8-м. Следующей весной Пулидор впервые стартовал на Вуэльте Испании. Перед последней разделкой он шёл 3-м, проигрывая почти 3 минуты лидеру, Луису Отано. Выиграв в ней более двух минут, ещё одну француз получил бонификацией и в итоге одержал свою единственную победу на супермногодневках. Тур де Франс 1964 ознаменовался эпическим сражением между Пулидором и Анкетилем. Они шли очень плотно всю многодневку, а на 20-м этапе плечом к плечу взбирались по крутейшему сколну Пюи де Дом. Раймону нужно было отыгрывать 56 секунд, но Жак держался вместе с ним до последнего километра, проиграв в итоге только 42 секунды. По итогам последней разделки Анкетиль оторвался от соотечественника на 55 секунд и в рекордный 5-й раз выиграл Тур. Он решил не стартовать в следующем году, и Пулидору прочили победу.
Однако 22-летний Феличе Джимонди на первым этапах много ездил в отрывах, где добыл преимущество, которого ему в итоге хватило для победы. В Пиренеях Раймон не сумел уменьшить 3-минутное отставание, но на Мон-Венту отыграл половину. Ожидалось, что он вырвется в лидеры после горной разделки 18-го этапа, но её выиграл Джимонди. Он первенствовал и на последней равнинной разделке, оформив итоговую победу. Весной того же сезона Пулидор приехал защищать титул победителя Вуэльты, но стал 2-м: его грегари Рольф Вольфшоль выиграл более 13 минут, уехав в отрыв на равнинном этапе, а в горах и разделках сумел удержать преимущество. В 1966 году на Тур де Франс вернулся Анкетиль, в то время как Джимонди не приехал из-за новых антидопинговых законов во Франции. После 8-го этапа ожидалась полицейская проверка на допинг, и большинство гонщиков предпочли спрятаться от рейда. Пулидор же этого делать не стал и сдал мочу, за что получил ненависть коллег, в то время протестовавших против проверок. На 10-м этапе большой отрыв, против которого грегари Пулидора работать не стали, привёз пелотону 7 минут. Ехавший в отрыве Люсьен Эмар в итоге выиграл Тур, а допустивший ещё несколько промахов Пулидор проиграл ему 2 минуты и стал 3-м.
В 1967 году Раймон снова стартовал на Вуэльте, где финишировал 8-м, выиграв одну из разделок. Организаторы Тур де Франс в том году вернули формат национальных сборных, и победу одержал француз Роже Пиньон, на которого работал Пулидор: сам он потерял все шансы на 8-м этапе, где падал, прокалывал колёса и испытывал технические проблемы. На Туре 1968 Раймон был вынужден сойти, когда на 15-м этапе его сбил мотоцикл. В следующем году Эдди Меркс разбил других генеральщиков, привезя 17 минут ближайшему преследователю Пиньону, ещё 5 минут уступил 3-й призёр Пулидор. Бельгиец полностью доминировал и на Тур де Франс 1970, где Пулидор стал 7-м. Следующей весной Раймон в последний раз стартовал на Вуэльте, где финишировал 9-м, а французскую супермногодневку впервые пропустил. 36-летний ветеран вернулся на Тур в 1972 году, но мог рассчитывать лишь на подиум. После схода Луиса Оканьи Пулидор боролся за 2-е место при безоговорочном превосходстве Меркса, но француза обошёл Джимонди. В следующем году Меркс решил не стартовать, и доминировал уже Оканья. Пулидор боролся на призовые позиции, но на 13-м этапе упал на спуске и сошёл.
Меркс был снова вне конкуренции на Тур де Франс 1974, но Пулидор постоянно атаковал в горах, что принесло ему 2-ю итоговую позицию. Осенью Раймон был как никогда близок к титулу чемпиона мира, но проиграл 2 секунды тому же Мерксу. Карьера француза близилась к завершению, и далее результаты продолжали ухудшаться. На Туре 1975 года он не сумел составить конкуренцию лидерам, выпадая в горах. Следующая французская супермногодневка стала для 40-летнего Пулидора последней, и он добрался до подиума, хотя и не смог включиться в борьбу за победу. Весной 1977 года Раймон завершил карьеру.
Несмотря на неудачи в Тур де Франс, Пулидор стал любимцем французов. Позже Раймон говорил, что чем больше он проигрывал, тем сильнее его любили и тем больше он зарабатывал денег. Во Франции его имя стало нарицательным, означая знаменитую личность, терпящую поражения. «Комплекс Пулидора» добрался до университетов и стал темой многочисленных социологических исследований. Несмотря на 5 рекордных титулов Тур де Франс, Анкетиль завидовал популярности соперника, и на протяжении карьеры они не разговаривали друг с другом, хотя их обоих постоянно приглашали на одни мероприятия. Лишь перестав соревноваться, знаменитые гонщики стали общаться, и Раймон навещал умирающего Анкетиля.
В 1973 году Пулидор стал шевалье Ордена Почётного легиона, а через 30 лет был повышен до офицера. Он известен как любитель садоводства, и его именем был назван один из сортов роз. Раймон остался в мире велоспорта: он являлся представителем одного из спонсоров Тур де Франс, некоторое время выпускались велосипеды под его именем. Пулидор написал несколько мемуаров, первые из них вышли ещё в 1964 году. Его зятем является Адри ван дер Пул, а внуком Матье Ван дер Пул — титулованные нидерландские велогонщики.
Умер 13 ноября 2019 года.

## Главные победы
| - Общий зачёт (1964) и 4 этапа (1964—1967) Вуэльты Испании - 7 этапов (1962—1974) Тур де Франс - Милан — Сан-Ремо (1961) - Флеш Валонь (1963) - Париж — Ницца (1972, 1973) - Критериум ду Дофине (1966, 1969) - Чемпионат Франции (1961) - Гран-при Наций (1963) - Критериум Интернасьональ (1964, 1966, 1968, 1971, 1972) - Super Prestige Pernod International (1964) | - Бордо — Сент (1960) - Гран-при Лугано (1963) - Гран-при Канн (1964) - Восхождение на Монжуик (1965, 1967, 1968) - Субида а Аррате (1966, 1968) - Тур дю О Вар (1969) - Сетмана Каталана (1971) - Этуаль де Эспуар (1971) - Критериум де Ас (1972) - Гран-при дю Миди Либр (1973) |

## Выступления в супермногодневках
|                 | 1962 | 1963 | 1964 | 1965 | 1966 | 1967 | 1968  | 1969 | 1970 | 1971 | 1972 | 1973  | 1974 | 1975 | 1976 |
| --------------- | ---- | ---- | ---- | ---- | ---- | ---- | ----- | ---- | ---- | ---- | ---- | ----- | ---- | ---- | ---- |
| Джиро д'Италия  | -    | -    | -    | -    | -    | -    | -     | -    | -    | -    | -    | -     | -    | -    | -    |
| Тур де Франс    | 3    | 8    | 2    | 2    | 3    | 9    | НФ-16 | 3    | 7    | -    | 3    | НФ-13 | 2    | 19   | 3    |
| Вуэльта Испании | -    | -    | 1    | 2    | -    | 8    | -     | -    | -    | 9    | -    | -     | -    | -    | -    |